# Waterspiegel
Een waterspiegel of wateroppervlak is het grensvlak tussen water en lucht. Deze term wordt veelvuldig gebruikt wanneer ter sprake wordt gebracht de verticale verandering van een waterniveau ten opzichte van vaste objecten, bijvoorbeeld de waterspiegel van een meer of zee daalt of rijst ten opzichte van de wal. Het landequivalent is maaiveld.

## Vermoedelijke origine van de naam

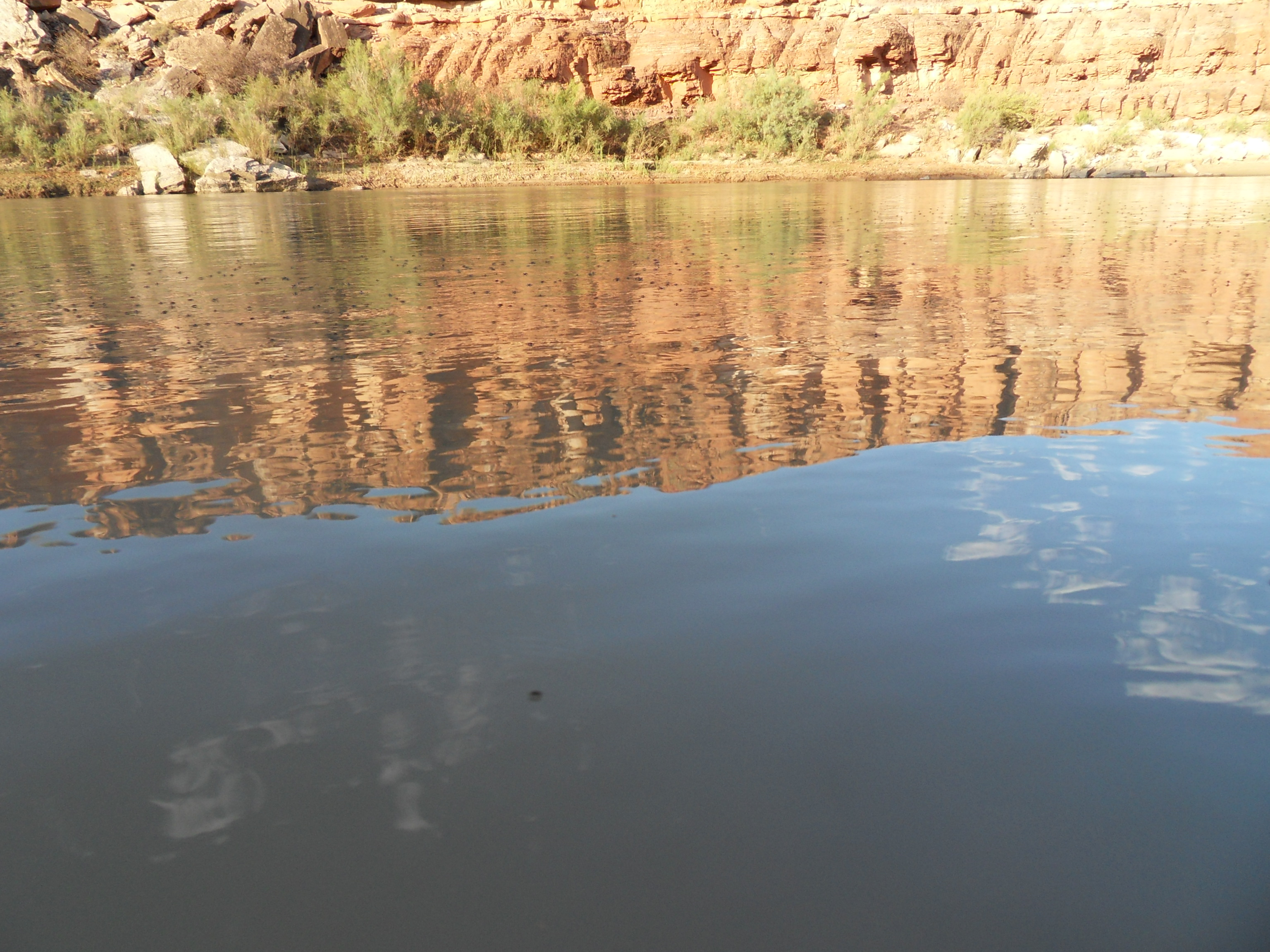
Waterspiegeling vlak bij Mexican Hat

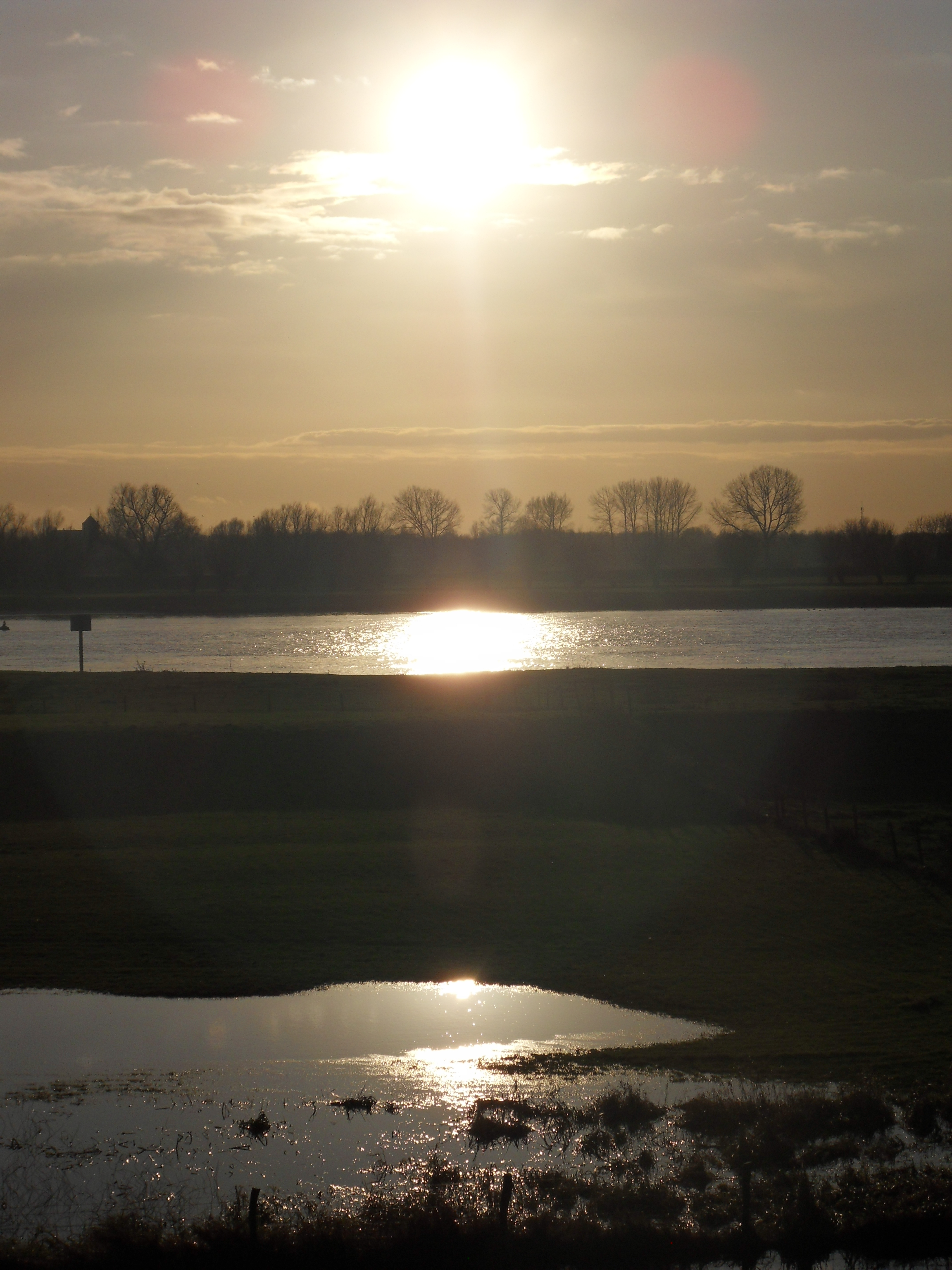
Spiegeling van de zon op de rivier de Lek en in een overstroomd gedeelte onder een dijk

Door dichtheidsverschil tussen water en lucht treedt, met name onder een hoek die afwijkt van 90°, gedeeltelijke weerkaatsing van het licht op. Bij water in complete rust kan het oppervlak daardoor enigszins als spiegel optreden. Dit is vooral goed waarneembaar wanneer het water een donkere ondergrond heeft: dan is het contrast tussen het door het wateroppervlak deels teruggekaatste licht en het licht dat door objecten onder de waterspiegel teruggekaatst wordt, groter. Het is niet duidelijk of de samenstelling waterspiegel ontstaan is door associatie met de betekeniscomponent vlak of door associatie met de betekeniscomponent beelden weerkaatsend.
Zodra er golven ontstaan, wordt dit spiegelende effect grotendeels verstoord: het licht wordt niet meer in een richting weerkaatst, maar wordt verstrooid. Bij niet al te extreme golfvorming levert dit vanaf grote afstand, voor eveneens grote objecten, desondanks nog steeds een spiegelend effect op.
De benaming waterspiegel wordt echter onafhankelijk van al deze spiegelende effecten gebruikt, zoals dat bij zeespiegel het geval is. Boven de zeespiegel wil zeggen: boven zeeniveau. Het woord spiegel is in deze gevallen dan ook niets anders komen te betekenen dan oppervlak. Hoewel soms gesproken wordt over een verhoging of verlaging van het niveau van de waterspiegel, wordt dit ook vaak vereenvoudigd tot alleen waterspiegel. Zo kan dan de term zelf de functie van niveauaanduiding hebben overgenomen.
Ook bij grondwater wordt het woord gebruikt: grondwaterpeil en grondwaterspiegel zijn beide aanduidingen voor de hoogte van het grondwater. De associatie met spiegeling is hier uiteraard geheel verdwenen.

## Metaforisch gebruik
Het idee van algehele gladheid en vlakheid komt nog wel voor in de beeldende uitdrukking de spiegel der zee: hier is sprake van een metafoor, waarbij de zee met een spiegel wordt vergeleken. Die vergelijking gaat uiteraard alleen op als het water in rust is.

## Oppervlaktespanning
Op de waterspiegel kunnen kleine objecten, die zwaarder zijn dan water, blijven drijven door gebruik te maken van de oppervlaktespanning van het water. Een voorbeeld hiervan is het schrijvertje, een insect dat op het water staat of loopt.